# Nykvåg
Nykvåg est un village de pêcheurs sur la côte ouest de l'île de Langøya (archipel des Vesterålen) dans le comté de Nordland, en Norvège.

## Description
Administrativement, Nykvåg fait partie de la kommune de Bø. C'est l'un des plus anciens villages de pêcheurs à l'extérieur des Vesterålen. La montagne Gårdsnyken a une altitude de 127 m.
Nykvåg possède un port abrité. L'entrée du port est protégée par des brise-lames. Il y a un peu de tourisme sur place, notamment la location de rorbu.
Nykvåg est également connue pour sa riche faune ornithologique dans la réserve naturelle de Nykvåg/Nykan adjacente au village